# Gensyn med de danskes øer III
Gensyn med de danskes øer III er en dansk dokumentarfilm fra 2010 med ukendt instruktør.

## Handling
Denne artikel mangler et handlingsreferat. Hjælp os med at skrive det.